# سباق تسلح تطوري

سباق التسلح التطوري، في علم الأحياء التطوري، هو صراع تطوري بين المجموعات المتنافسة من الجينات التي تتطور بشكل مشترك وتنمي تكيفات وأيضاً تكيفات معاكسة حتى تتصدى لبعضها البعض، مما يمثل سباقاً تسلحياً، وهي أيضاً من الأمثلة على الارتجاع الإيجابي. مجموعات الجينات المتطورة بشكل مشترك من الممكن أن تكون تابعة لأنواع مختلفة، كما يحدث سباق التسلح التطوري بين النوع المفترس والنوع الضحية، أو بين النوع المتطفل والنوع المضيف. يمكن أن يحدث سباق التسلح التطوري أيضاً بين أفراد نفس النوع، كما في نموذج التواصل للمقاومة التلاعبية، أو كما يحدث في التطور الهارب (بالإنجليزية: runaway evolution)‏ أو ظواهر الملكة الحمراء. إنَّ أحد الأمثلة على سباق التسلح التطوري هو الصراع الجنسي بين الجنسين. علم الأحياء الفرنسي تييري لود (Thierry Lodé) شدد على أنَّ مثل هذه التآثرات المتنازعة في التطور تؤدي إلى إزاحة الخواص وحدوث تطور مشترك متنازع.

## سباقات التسلح المتناظرة مقابل سباقات التسلح غير المتناظرة
يمكن تصنيف سباقات التسلّح على أنها إمّا متناظرة أو غير متناظرة. في سباق تسلّح متناظر، يعمل ضغط الاختيار على المشاركين في نفس الاتجاه. مثال على ذلك هو نمو الأشجار أطول نتيجةً للمنافسة على الضوء، حيث يتم زيادة ميزة انتقائيّة هي الارتفاع للأنواع. يشتمل سباق التسلح غير المتناظر على ضغوط اختيار متباينة، مثل حالة الفهود والغزلان، حيث تتطوّر الفهود لتصبح أفضل في الصيد والقتل بينما تتطوّر الغزلان ليس للصيد والقتل بل للهرب من الافتراس.

## ديناميكيّة الطفيلي-المضيف
يمكن أن يشتمل الضغط الانتقائي بين نوعين على التطوّر المشترك للطفيلي- المضيف. تؤدّي هذه العلاقة العدائيّة إلى ضرورة امتلاك الطفيلي لأفضل الأليلات الخبيثة التي تصيب الكائن الحي، وأن يكون للمضيف أفضل أليلات مقاومة البقاء على قيد الحياة من التطفل. نتيجةً لذلك، تختلف تردّدات الأليل بمرور الوقت حسب حجم المجموعات السيئة والمقاومة (تقلّب ضغط الانتقاء الوراثي) ووقت التوليد (معدّل الطفرة) حيث يتم اختيار بعض الأنماط الجينية بشكل تفضيلي بفضل زيادة اللياقة البدنيّة وتجنّب الانقراض وفقاً لفرضيّة الملكة الحمراء التي اقترحها لي فان فالن في عام 1973.

## أمثلة

### تفاعل فيتوفثورا/ البطاطا البنتجية
البطاطا البنتجيّة مشتقّة من خليط من أصناف بطاطا (Munstersen) و(Fransen). تم إنشاؤها في هولندا والآن تزرع بشكل رئيسي في شمال فرنسا وبلجيكا. تعتبر اللفحة المتأخرة للطلائعيّات البيضية مسؤولة عن آفة البطاطس، خاصة خلال المجاعة الأوروبية في عام 1840. يتم تحرير البويغات الحيوانية (الجراثيم المتنقلة، خصائص الجسيمات الفطريّة) عن طريق المباغات الحيوانية التي يتم الحصول عليها من الفطريات ويتم جلبها من قبل المطر أو الرياح قبل إصابة الدرنات والأوراق. تظهر الألوان السوداء على النبات بسبب إصابة نظامها الخلوي اللازم لتكاثر جماعة الفطريّات المعدية.
يحتوي الطفيل على توليفات أليليّة شديدة الفوعة في عدّة عقد للتكرارات المترادفة القصيرة، وبالمثل يحتوي المضيف على جينات مقاومة متعدّدة الوصلات أو (جين R). يطلق على هذا التفاعل اسم علاقة الجين مقابل الجين وهو منتشر بشكل عام في الأمراض النباتية. التعبير عن الأنماط الوراثية في النوعين هو مزيج من خصائص المقاومة والفوعة من أجل الحصول على أفضل معدّل بقاء على قيد الحياة.

### الخفافيش والعثّ
تطوّرت الخفافيش لاستخدام الرصد بالصدى لاكتشاف فرائسها. تطوّرت العثيات بدورها لاكتشاف نداءات الرصد بالصدى لخفافيش الصيد واستحضار مناورات الطيران المراوغة، أو الردّ بنقراتها فوق الصوتية الخاصّة للتشويش على الرصد بالصدى الخاص بالخفافيش.
تستجيب فصيلة (Arctiidae) للعثث البوميّة بشكل فريد للرصد بالصدى للخفافيش حسب ثلاث فرضيّات سائدة: ستارتل، والتشويش بالسونار، والدفاع الإبطي الصوتي. كل هذه الاختلافات تعتمد على إعدادات بيئيّة محدّدة ونوع استدعاءالرصد بالصدى؛ ومع ذلك، فإن هذه الفرضيّات ليست حصريّة بشكل متبادل ويمكن استخدامها من قبل العثّة للدفاع عن نفسها.
لقد أثبتت آليات الدفاع المختلفة أنها تستجيب بشكل مباشر إلى الرصد بالصدى الخاص بالخفافيش من خلال دراسات متّصلة. في الأماكن التي تعاني من العزلة المكانية أو الزمنية بين الخفافيش وفرائسها، تميل آلية سماع أنواع العث إلى التراجع. (فولارد وآخرون، 2004) قارنوا بين أنواع من العثث البوميّة المستوطنة والجديدة في موطن خالي من الخفافيش بالموجات فوق الصوتيّة ووجدوا أن جميع الأنواع الجديدة، تفاعلت مع الموجات فوق الصوتية عن طريق إبطاء وقت طيرانها، في حين تفاعل نوع واحد من الأنواع المستوطنة مع إشارة الموجات فوق الصوتيّة، تبين أن الخفافيش المستوطنة فقدت السمع تدريجيّاً.
ومع ذلك فإن درجة الضياع أو الانحدار تعتمد على مقدار الوقت التطوري وما إذا كانت أنواع العثّ قد طوّرت استخدامات ثانويّة للسمع أم لا. من المعروف ان بعض الخفافيش تستخدم النقرات على تردّدات أعلى أو أقل من نطاقات سماع العثّ. تعرف هذه الفرضيّة بفرضيّة تردد ألوتونيك.
الأنظمة السمعيّة عند العثّ دفعت الحيوانات المفترسة كالخفافيش لاستخدام الرصد بالصدى بتردد أعلى أو أقل من أجل الالتفاف على سمع العثّ. تطورت خفافيش بارباستيل لاستخدام وضع أكثر هدوءاً في استعمال الرصد بالصدى، بالإضافة إلى خفض أو زيادة حجم النقرات عند إغلاقها على الفرائس. يقلل حجم النقرات المنخفض من نطاق الصيد الناجح الفعّال، ولكنّه يؤدّي إلى ارتفاع عدد العثّ بشكل كبير مقارنةً بالخفافيش الأخرى الأعلى صوتاً.
طوّر العثّ المزيد من القدرة على التمييز بين معدّلات النقر فوق الرصد بالصدى المرتفع والمنخفض، مما يشير إلى ما إذا كانت الخفافيش قد اكتشفت وجودها للتوّ أو تتابعها بنشاط. هذا يسمح لهم بتقرير ما إذا كانت النقرات فوق الصوتيّة الدفاعيّة تستحق أو لا تستهلك الوقت والطاقة.